# Tibor Scitovszky

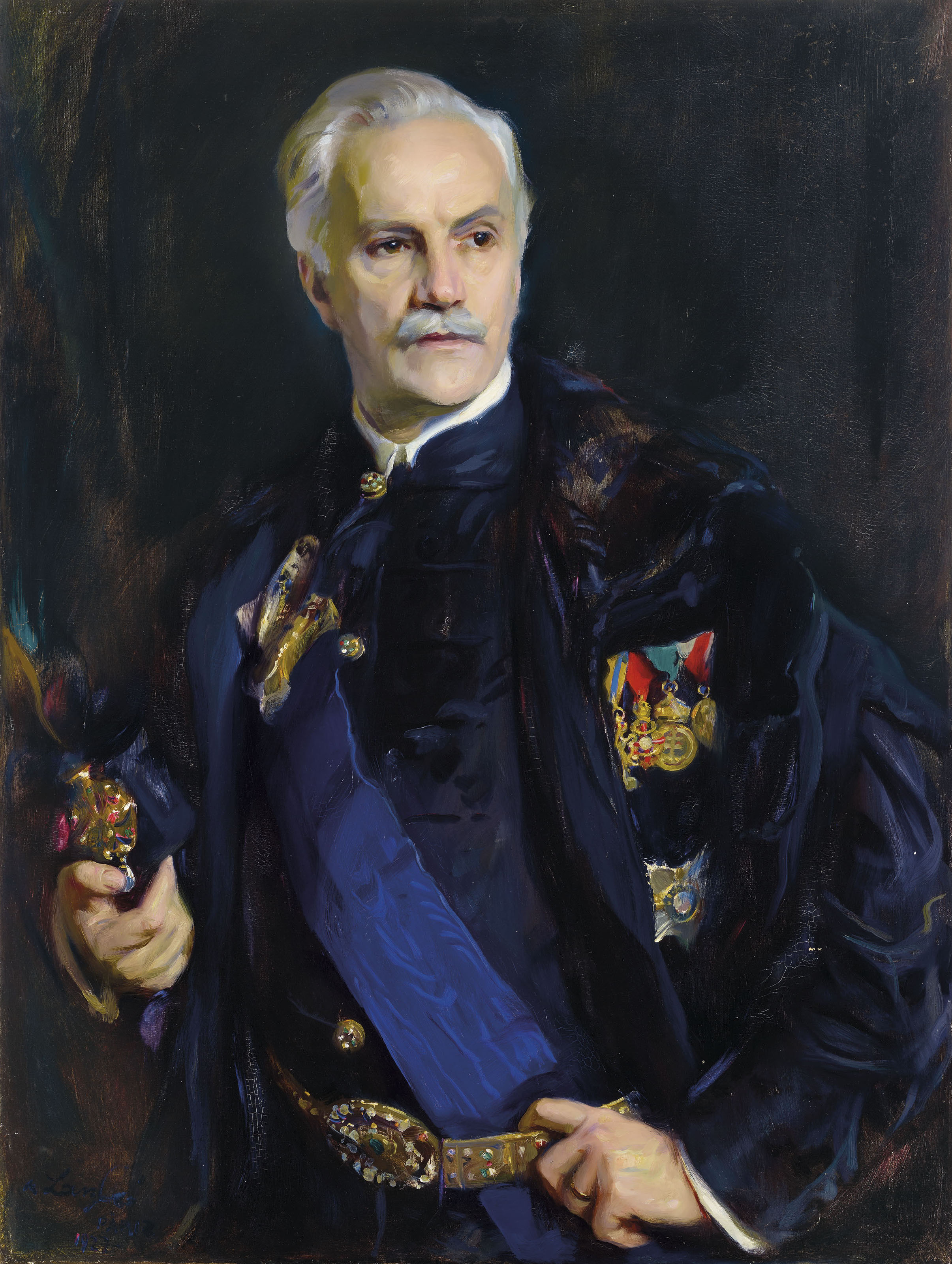
Tibor Scitovszky auf einem Gemälde von Philip Alexius de László

Tibor Scitovszky von Nagykér (* 21. Juni 1875 in Nőtincs, Königreich Ungarn; † 12. April 1959 in Los Angeles, Vereinigte Staaten) war ein ungarischer Politiker, Diplomat und Außenminister (1924/25).

## Leben
Scitovszky studierte in Budapest und Paris Jura und arbeitete ab 1889 im Handelsministerium. Im Jahr 1920 wurde er in das Außenministerium versetzt und nahm als Delegat an den Verhandlungen zum Vertrag von Trianon teil. 1922 wurde er Staatssekretär im Außenministerium und war 1923 geschäftsführender Direktor der Magyar Általános Hitelbank (Ungarische Allgemeine Kreditbank). Vom 16. November 1924 bis 17. März 1925 war er Außenminister im Kabinett von István Bethlen. Anschließend war er Generaldirektor und von 1944 bis 1947 Präsident der Magyar Általános Hitelbank. Nach der Verstaatlichung der Bank wanderte er in die USA aus, wo er 1959 starb.